# Woodbury (condado de Nassau)
Woodbury es un lugar designado por el censo (o aldea) ubicado en el condado de Nassau en el estado estadounidense de Nueva York. En el año 2000 tenía una población de 9,010 habitantes y una densidad poblacional de 682.1 personas por km². Woodbury se encuentra dentro del pueblo de Oyster Bay.

## Geografía
Woodbury se encuentra ubicada en las coordenadas 40°48′50″N 73°28′29″O / 40.81389, -73.47472. Según la Oficina del Censo, la ciudad tiene un área total de 13,2 km² (5,1 mi²), de la cual 13,2 km² (5,1 mi²) es tierra y 0 km² (0 mi²) (0%) es agua.

## Demografía
Según la Oficina del Censo en 2007 los ingresos medios por hogar en la localidad eran de $122,643, y los ingresos medios por familia eran $139,409. Los hombres tenían unos ingresos medios de $100,000 frente a los $51,506 para las mujeres. La renta per cápita para la localidad era de $58,316. Alrededor del 3.3% de la población estaban por debajo del umbral de pobreza.